# Pholcus creticus
Pholcus creticus är en spindelart som beskrevs av Senglet 1971. Pholcus creticus ingår i släktet Pholcus och familjen dallerspindlar. Inga underarter finns listade i Catalogue of Life.